# 崔斯佩斯區
5°55′S 77°56′W / 5.917°S 77.933°W
崔斯佩斯區（西班牙語：Distrito de Cuispes），是秘魯的一個區，位於該國北部亞馬遜大區的邦加拉省，始建於1944年11月11日，面積110.7平方公里，2005年人口797，人口密度每平方公里7.2人。